# Emmanuel Niyoyabikoze
Emmanuel Niyoyabikoze (Bubanza, 20 december 1994) is een Burundees verloskundige, milieuactivist en oprichter van de organisatie Greening Burundi, die zich richt op herbebossing en milieubescherming.

## Jeugd en opleiding
Emmanuel Niyoyabikoze groeide op in een landbouwfamilie in Bubanza. Van jongs af aan toonde hij interesse in milieukwesties, geïnspireerd door de boomplantages van zijn vader. 
Aanvankelijk wilde hij een opleiding volgen in milieuwetenschappen, specifiek in water- en bosbeheer. Uiteindelijk koos hij echter voor een medische carrière en behaalde in 2015 zijn diploma als verpleegkundige aan de École Paramédicale Notre-Dame de l'Espérance in Bubanza. In 2020 behaalde hij een bachelordiploma in verloskunde aan het Institut National de Santé Publique (INSP). Daarnaast voltooide hij verdere opleidingen in ecosysteembeheer en bosbescherming, onder meer aan de Cornell University.

## Greening Burundi
In 2017 richtte Emmanuel Niyoyabikoze Greening Burundi op, met als doel ontbossing tegen te gaan en duurzame praktijken te bevorderen. De organisatie focust op herbebossing, milieueducatie en het vergroten van het bewustzijn over klimaatverandering binnen gemeenschappen. In de eerste fase van het project werden 40.000 bomen geplant; in latere fasen werden kwekerijen met meer dan 200.000 zaailingen opgezet voor toekomstige aanplantingen.

## Erkenning
Emmanuel Niyoyabikoze's inzet voor het milieu heeft geleid tot erkenning, waaronder de Global Peace Excellence Award en Mary Robinson Climate Justice Award. Ondanks politieke instabiliteit en beperkte middelen in Burundi blijft hij actief deelnemen aan internationale conferenties en programma's gericht op milieueducatie, met als doel het bewustzijn over klimaatverandering en duurzame ontwikkeling te vergroten.